# Phebellia helvina
Phebellia helvina là một loài ruồi trong họ Tachinidae.